# キャサリン・ハワード
キャサリン・ハワード（英語: Catherine / Katherine Howard, 1521年? - 1542年2月13日）は、イングランド王ヘンリー8世の5番目の王妃（1540年結婚、1542年離婚）。父は第2代ノーフォーク公トマス・ハワードの息子エドムンド・ハワード（第3代ノーフォーク公トマス・ハワードの弟）、母はジョイス・カルペパー。ヘンリー8世の2番目の王妃アン・ブーリンの従妹、3番目の王妃ジェーン・シーモアの再従妹に当たる。

## 生涯
生年ははっきりしないが、歴史学者ジョアンナ・デニーは伝記『Katherine Howard』で、祖父母の遺言状を元に1525年という説を唱えている。
父エドムンドは戦場で名を上げたが、名門ハワード家の出といえど、20人を超える子供のうち遅い生まれであったため、名はあるが実はなく、常に金に困っていた。持参金目当てで結婚しては妻を亡くすということを繰り返し、妻の連れ子も自分の子として育てたため、どちらの子供かもわからないハワード姓の兄弟がキャサリンには多くいた。
時期は不明だが、ノーフォーク公爵未亡人で、父の義理の母に当たるアグネス・ティルニーに引き取られ、アグネスの屋敷（サセックスのチェスワース・ハウスとランベスのノーフォーク・ハウスの2か所）で公爵夫人の教育を受ける他の少女たちと暮らすようになる。アグネスの目が行き届かず、少女達は恋人を共同寝室に連れ込むようになり、その際にキャサリンも音楽教師のヘンリー・マノックスや秘書官のフランシス・デレハムと関係を持ったといわれる。キャサリンはまだ幼かったと推測（10歳前後という推測さえ成り立つ）されるが、デニーによると、当時は10代前半で結婚することがよくあったため、キャサリンが性的に早熟だったわけではない。
1540年、ヘンリー8世は前王妃アン・オブ・クレーヴズと離婚してキャサリンと再婚した。キャサリンはアンの侍女の一人だった。ヘンリーは年の離れたキャサリンを「私の薔薇」「私の棘のない薔薇」と呼んで可愛がった。しかし、キャサリンは遠縁のトマス・カルペパーや以前に恋人であったフランシス・デレハムらと関係があったと国王の側近に訴えられ（カトリックのキャサリンは、家臣のうちプロテスタントの者に疎まれていた）、国王に姦通を疑われ、逮捕された。キャサリンとデレハムが婚約の上で関係を持っていたのであれば、国王との結婚は無効となり、キャサリンは無罪とされるはずであったが、キャサリンは婚約を否定し、デレハムに強姦されたと証言した。一方でデレハムは、国王との結婚後はキャサリンと関係を持っていないと主張したが、キャサリンとカルペパーの関係を証言した。キャサリンからカルペパーに宛てて愛を告白した手紙が証拠として発見され、従姉の元王妃アン・ブーリンの義妹で、キャサリンの侍女となっていたジェーン・ブーリンが手引きをしていたことも明らかになった。キャサリン本人は姦通を否定したが聞き入れられず、事実は曖昧なまま処刑されたが、同じく姦通で訴えられた従姉のアンとは違い、実際に有罪だったと当時も今も信じられている。処刑前には見物人に向かって演説をするのが当時の習慣だったが、キャサリンは「トマス・カルペパーの妻として死にたかった」と言ったと伝えられる。
キャサリンが夫ヘンリー8世に直訴しようとしたハンプトン・コート宮殿の廊下は、今もキャサリンの幽霊が無実を訴えようと出没する怪奇スポット「ホーンテッド・ギャラリー」（幽霊の廊下）として、世界的に知られている。ミサを聞いているヘンリー8世のいる部屋まで数メートルのところで、警備兵に捕まえられ、牢に連れ戻されたという話である。しかし、歴史学者デイヴィッド・スターキーは著書の中で、直訴自体がなかったことを事実を並べて証明して見せた。
アントニア・フレーザーの『ヘンリー八世の六人の王妃』によると、キャサリン・ハワードとはっきりわかっている肖像画はないとのことである。もっとも、上の肖像画に関しては触れられていない。
当記事に使われている肖像画はデイヴィッド・スターキーがキャサリン・ハワードと確認したもので、根拠はヘンリー8世の他の王妃も身に着けていたネックレスである。結婚式当日の様子を描いたものではないかと言われている。

## 登場作品

### 小説
- フィリッパ・グレゴリー 『ブーリン家の姉妹4 悪しき遺産』、集英社文庫、上下巻
- Jean Plaidy "Murder most royal"
- Jean Plaidy "Rose without a thorn"
- Sarah A. Hoyt "No will but his "
- ヒラリー・マンテル　『鏡と光』

### 漫画
- こざき亜衣『セシルの女王』

### ミュージカル
- 『SIX』